# 日本水泳連盟
公益財団法人日本水泳連盟（にほんすいえいれんめい、英: Japan Aquatics, 略称：日水連、JAQUA）は、水泳界を統括し、代表する団体として水泳および水泳競技（競泳、飛込、水球、アーティスティックスイミング（AS）、オープンウォータースイミング（OWS）、日本泳法）の健全な普及 ・発展を図り、もって国民の心身の健全な発達に寄与することを目的とする公益財団法人。
国内競技連盟（NF）である。
機関誌「月刊水泳」を刊行している。
かつての略称は日本語名をローマ字表記した頭文字からNSR、その後は英語表記の頭文字からJASF。2025年4月から現英名称・英略称。

## 沿革
- 1924年10月　大日本水上競技聯盟として創立。
- 1925年3月　大日本體育會に加盟。
- 1925年10月　第1回全日本選手権水上競技大會（競泳・飛込・水球）を開催。
- 1928年　國際水泳聯盟（FINA、現：世界水泳連盟）に加盟。
- 1929年　日本水上競技聯盟と改称。
- 1942年　戦時体制で大日本體育會水泳部會に事業を移管、日本水上競技聯盟は事実上活動停止。
- 1945年10月　日本水泳連盟と改称し再発足。
- 1949年6月　國際水泳聯盟に復帰。
- 1957年　アーティスティックスイミング（当時シンクロナイズドスイミング）を統轄。
- 1974年5月　法人認可を受ける。
- 2012年3月30日　公益財団法人となる。
- 2024年10月31日、創立100周年記念祝賀会の席上、鈴木大地会長は英名称をJapan Aquatics、英略称をJAQUAと変更することを発表した。

## 役員
2025年7月現在
- 評議員　71名
- 会長　鈴木大地[1]
- 副会長(会長代行)　齋藤由紀
- 副会長兼専務理事　金子日出澄
- 常務理事　村松さやか、丸笹公一郎、八塚明憲
- 理事　12名
- 監事　嶋岡正和、千葉かおり

## 組織
- 評議員会
- 理事会
- 常務理事会(会長・副会長・専務理事・常務理事)
  - 事務局
  - 管理本部
    - 経営戦略
    - マーケティング
    - 契約管理

- 特別委員会
  - 財務委員会
  - 危機管理委員会
  - 選手選考委員会
  - 指導者養成委員会
  - 倫理委員会
  - 次世代構想委員会
  - 資格審査委員会

- 専門委員会
  - 競技力向上事業
    - 競泳委員会
    - 飛込委員会
    - 水球委員会
    - アーティスティックスイミング委員会
    - オープンウォータースイミング委員会
    - 医事委員会
      - 日本水泳ドクター会議
      - 日本水泳トレーナー会議

    - アンチ・ドーピング委員会
    - 科学委員会

  - 競技運営推進事業
    - 競技委員会
    - 学生委員会
      - 北部支部
      - 関東支部
      - 中部支部
      - 関西支部
      - 中四国支部
      - 九州支部

    - 国際委員会

  - 普及事業
    - 地域指導者委員会
    - 競技力向上コーチ委員会
    - 水泳教師委員会
    - 日本泳法委員会
    - 生涯スポーツ・環境委員会
    - アスリート委員会

  - 総務事業
    - 総務委員会
    - 広報委員会
    - 施設用具委員会
    - 情報システム委員会

## 歴代会長
- 初代 - 末弘厳太郎 (1927-1947)　東京大学法学部教授
- 第2代 - 田畑政治 (1948-1957)　日本オリンピック委員会第10代会長
- 第3代 - 樋口一成(1958-1960)　東京慈恵会医科大学第6代学長・理事長
- 第4代 - 高石勝男 (1961-1964)　1928年アムステルダム五輪競泳代表選手(男子800ｍフリーリレー銀メダリスト、100m自由形銅メダリスト)
- 第5代 - 奥野良 (1965-1972)
- 第6代 - 藤田明 (1973-1984)　1932年ロサンゼルス五輪水球日本代表選手
- 第7代 - 古橋廣之進 (1985-2002)　1952年ヘルシンキ五輪競泳日本代表選手、日本オリンピック委員会第13代会長
- 第8代 - 林利博 (2003-2008)
- 第9代 - 佐野和夫 (2009-2012)
- 第10代 - 鈴木大地 (2013-2014)　1998年ソウル五輪競泳代表選手(100m背泳ぎ金メダリスト)、スポーツ庁初代長官
- 第11代 - 青木剛 (2015-2021)
- 第12代 - 鈴木大地 (2021-)

## 加盟団体

### 都道府県水泳連盟（協会）
- 一般財団法人 北海道水泳連盟

- 一般社団法人 青森県水泳連盟
- 一般社団法人 岩手県水泳連盟
- 一般財団法人 宮城県水泳連盟
- 一般社団法人 秋田県水泳連盟
- 一般社団法人 山形県水泳連盟
- 一般社団法人 福島県水泳連盟
- 一般社団法人 茨城県水泳連盟
- 一般社団法人 栃木県水泳連盟
- 一般社団法人 群馬県水泳連盟
- 一般社団法人 埼玉県水泳連盟
- 一般社団法人 千葉県水泳連盟
- 公益財団法人 東京都水泳協会
- 一般社団法人 神奈川県水泳連盟
- 一般社団法人 山梨県水泳連盟
- 一般社団法人 長野県水泳連盟
- 一般財団法人 新潟県水泳連盟
- 一般社団法人 富山県水泳連盟
- 一般社団法人 石川県水泳協会
- 一般財団法人 福井県水泳連盟
- 一般社団法人 静岡県水泳連盟
- 一般社団法人 愛知水泳連盟
- 一般社団法人 三重県水泳連盟
- 一般社団法人 岐阜県水泳連盟
- 一般社団法人 滋賀県水泳連盟
- 一般社団法人 京都水泳協会
- 一般財団法人 大阪水泳協会
- 一般社団法人 兵庫県水泳連盟
- 一般社団法人 奈良県水泳連盟
- 一般社団法人 和歌山県水泳連盟
- 一般財団法人 鳥取県水泳連盟
- 一般財団法人 島根県水泳連盟
- NPO法人 岡山県水泳連盟
- 一般財団法人 広島県水泳連盟
- 一般財団法人 山口県水泳連盟
- 一般社団法人 香川県水泳協会
- 一般社団法人 徳島県水泳連盟
- 一般社団法人 愛媛県水泳連盟
- 一般社団法人 高知県水泳連盟
- 一般社団法人 福岡県水泳連盟
- 一般社団法人 佐賀県水泳連盟
- 一般社団法人 長崎県水泳連盟
- 一般社団法人 熊本県水泳協会
- 一般社団法人 大分県水泳連盟
- 一般財団法人 宮崎県水泳連盟
- 一般社団法人 鹿児島県水泳連盟
- 一般社団法人 沖縄県水泳連盟

### 水泳関係団体
- 一般社団法人 日本スイミングクラブ協会
- 一般社団法人 日本マスターズ水泳協会
- 一般社団法人 日本パラ水泳連盟

## 関係団体
日本水泳連盟は、以下の各団体に加盟している。
国際団体
- 世界水泳連盟（World Aquatics (AQUA, 旧称FINA)）
- アジア水泳連盟（Asia Aquatics), 旧称Asia Swimming Federation (AASF)

国内団体
- 公益財団法人 日本スポーツ協会（JSPO）
- 公益財団法人 日本オリンピック委員会（JOC）
- 一般社団法人 大学スポーツ協会（UNIVAS）
- 公益財団法人 日本アンチ・ドーピング機構（JADA）
- 一般社団法人 日本スポーツフェアネス推進機構（J-Fairness）

## 選手を派遣する国際競技会
主要競技大会と位置づけている競技会
- 夏季オリンピック大会（競泳・飛込・水球・AS・OWS）：JOCを通じて派遣
- 世界水泳選手権（競泳・飛込・水球・AS・OWS）
- アジア競技大会（競泳・飛込・水球・AS・OWS）：JOCを通じて派遣
- ワールドユニバーシティゲームズ（競泳・飛込・水球）：JOCを通じて派遣
- パンパシフィック水泳選手権（競泳・OWS）

その他の競技会
- アジア水泳選手権（競泳・飛込・水球・AS・OWS）
- World Aquatics Swimming Championships (25m)（世界短水路選手権）（競泳）
- 各競技のワールドカップ（競泳・飛込・水球・AS・OWS）
  - World Aquatics Swimming World Cup
  - World Aquatics Diving World Cup
  - World Aquatics Men's Water Polo World Cup
  - World Aquatics Women's Water Polo World Cup
  - World Aquatics Artistic Swimming World Cup
  - World Aquatics Open Water Swimming World Cup

- ジュニア世代の各競技の選手権（競泳・飛込・水球・AS・OWS）
  - World Aquatics Junior Swimming Championships
  - World Aquatics Junior Diving Championships
  - World Aquatics Men's U18 Water Polo Championships
  - World Aquatics Women's U18 Water Polo Championships
  - World Aquatics Men's U16 Water Polo Championships
  - World Aquatics Women's U16 Water Polo Championships
  - World Aquatics Youth Artistic Swimming Championships
  - World Aquatics Junior Artistic Swimming Championships
  - World Aquatics Junior Open Water Swimming World Championships

## 主催・主管する競技会
国際大会派遣選手選考会が別に開催される場合がある

### 総合競技大会の水泳部門
- 国民スポーツ大会（競泳・飛込・水球・AS・OWS）：通称「国スポ」（旧・国体）、開催地都道府県・日本スポーツ協会と共同主催
- 日本高等学校選手権水泳競技大会（競泳・飛込・水球）：通称「インターハイ」、全国高等学校体育連盟・開催地都道府県・開催地教育委員会と共同主催、全国高等学校総合体育大会水泳競技大会として行われる
- 全国中学校水泳競技大会（競泳・飛込）：通称「全中」、日本中学校体育連盟・開催地教育委員会と共同主催
- 日本スポーツマスターズ（競泳）：日本スポーツ協会・開催地都道府県・開催地スポーツ協会と共同主催

### 複数競技にわたる水泳競技会
特記無い場合、名称が同一でも、日程・会場は各競技ごとに実施される
- 日本選手権水泳競技大会（競泳・飛込・水球・AS・OWS）
- 日本学生選手権水泳競技大会（競泳・飛込・水球・AS・OWS）：通称「インカレ」、飛込・OWS以外はUNIVAS CUP指定大会
- 全国JOCジュニアオリンピックカップ夏季水泳競技大会（競泳・飛込・水球・AS）
- 全国JOCジュニアオリンピックカップ春季水泳競技大会（競泳・飛込・水球）
- 日本大学・中央大学対抗水泳競技大会（競泳・水球）：通称「日中戦」、同日・同会場で複数競技を開催
- 早慶対抗水上競技大会（競泳・飛込・AS・日本泳法）：通称「早慶戦」、同日・同会場で複数競技を開催

### 競泳の競技会
- ジャパンオープン
- 日本選手権(25m)水泳競技大会
- 日本社会人選手権水泳競技大会
- 全国国公立大学選手権水泳競技大会

### 飛込の競技会
- 翼ジャパンダイビングカップ

### 水球の競技会
- 全日本ジュニア(U17)水球競技選手権大会（かしわざき潮風カップ）
- 全日本ユース(U16)水球競技選手権大会（桃太郎カップ）

### アーティスティックスイミングの競技会
- 日本アーティスティックスイミングチャレンジカップ
- ユースソロ・デュエット大会
- アーティスティックスイミング・ナショナルトライアル

### オープンウォータースイミングの競技会
- オーシャンズカップ

### 日本泳法の競技会
- 日本泳法大会

## 資格

### 競技役員・審判員
- 公認競技役員
- 競泳競技A級・B級・C級公認審判員
- 飛込競技A級・B級・C級公認審判員
- 水球競技上級・1級・2級・3級・4級公認審判員
- A級・B級・C級アーティスティックスイミング公認審判員
- 公認アーティスティックスイミングテクニカルコントローラー
- オープンウォータースイミング競技A級・B級・C級公認審判員

### チーム登録
- 水泳連盟関係文書では「登録団体」と記載される。
- 第1区分と第2区分の2種類がある。
  - 第1区分は学校（小・中・高・大）・勤務先・実業団チーム
  - 第2区分はそれ以外の任意団体のチーム
  - 大学は学生委員会各支部へ、それ以外は各加盟団体（各都道府県水泳連盟）へ登録する。

### 選手登録
- 競技者登録：１人の競技者は、第1区分の登録団体、第2区分の登録団体に登録できる。
- 競技者は自己の責任でそれぞれの登録団体を選択する。
  - 第1区分の登録は全競技を通じて1か所の登録で、年度途中で変更できない。
  - 第2区分の登録は競技種目（競泳・飛込・水球・AS・OWS・日本泳法）ごとに選択可能で、年度途中での変更も可能。
- 国際大会出場時の日本代表の所属は「日本」、国民スポーツ大会出場時の都道府県代表の所属は「○○県」等となる。選手は第1区分、第2区分いずれかの登録団体に登録されていなければならない。

### 指導者
- 基礎水泳指導員
- 公認水泳コーチ１：日本スポーツ協会と共同事業
- 公認水泳コーチ２：日本スポーツ協会と共同事業
- 公認○○コーチ３（○○には競泳・飛込・水球・AS・OWSが入る）：日本スポーツ協会と共同事業
- 公認○○コーチ４（○○には競泳・飛込・水球・AS・OWSが入る）：日本スポーツ協会と共同事業
- 公認水泳教師：日本スポーツ協会・日本スイミングクラブ協会と共同事業
- 公認水泳上級教師：日本スポーツ協会・日本スイミングクラブ協会と共同事業

### 水泳選手・愛好者の技能
- 泳力検定（1級～7級）
  - いずれかの種目で25m完泳レベルから200m個人メドレーレベルまでの男女別、年齢別、タイム制限制。
- 資格級（1級～15級）
  - 競泳個人種目の男女別、年齢別、種目・距離別のタイム制限制。
- 飛込検定（1級～15級）
  - 初心者レベルから5122Dまたは5221Dができるレベルまで。
- アーティスティックスイミングバッジテスト（ステージ1～15）
  - アーティスティックスイミングの基本動作ができるレベルから競技規則のテクニカルルーティンのリクワイヤドエレメントを含む演技ができるレベルまで。
- OWS検定（1級～5級）
  - 10分泳から1500ｍ自由形、タイム制限あり。方向確認、OWS立ち泳ぎ・自己保全浮き、緊急時の対応技術とOWSで必要な応用技術。
- 日本泳法資格審査（游士・練士・修水・教士・和水・範士・如水）
  - 日本泳法各流派の泳ぎを修得しているレベルから人格・技量・識見を備え他の模範になるレベル、また研鑽を積んでいるレベルから熟達レベル。最低年齢制限、下位資格認定後の年数規定あり。

## 公式キャラクター
- ぱちゃぽ

モチーフは河童。2001年世界水泳選手権の大会マスコットとして登場し、大会終了後に日本水泳連盟の公式キャラクターになった。水泳競技会場やインターネットではグッズ商品も販売されている。

## 公式アンセム
- 水夢
- 日本選手権などの水泳競技会場で決勝の選手入場や表彰式の際に使用する音楽として、サウンドデザイナーの石川一宏が作成した日本水泳連盟の公式アンセム。

- 水夢 (2005)

第81回日本選手権(JAPAN SWIM 2005)の大会初日である2005年4月21日(木)より発売開始
|   | 曲名                    | 長さ  | 備考           |
| - | ----------------------- | ----- | -------------- |
| 1 | 水夢 -Victory Ceremony- | 05:19 | 表彰式BGM      |
| 2 | 水夢 -Final Round-      | 01:55 | 決勝選手入場曲 |

- 水夢 ～Go for VICTORY～ (2008)

従来の水夢(表彰用メイン・ヴァージョン、決勝入場ヴァージョン)に新曲を加えて、2008年7月30日(水)にメジャーリリースされたミニ・アルバム。3曲目の｢Spark!｣は第84回日本選手権(JAPAN SWIM 2008・北京五輪選考会)に合わせて新たに準決勝の選手入場用に書き下ろした曲。
|   | 曲名                    | 長さ  | 備考                                                                        |
| - | ----------------------- | ----- | --------------------------------------------------------------------------- |
| 1 | 水夢 -Victory Ceremony- | 05:19 | 表彰式BGM                                                                   |
| 2 | ～Take Your Marks～     | 00:07 | スターターの号令と出発合図のサウンド                                        |
| 3 | Spark!                  | 02:49 | 準決勝またはB決勝選手入場曲として使用                                       |
| 4 | 水夢 -Final Round-      | 01:55 | 決勝選手入場曲                                                              |
| 5 | 大夢【TIME】            | 06:20 | レース中のBGM                                                               |
| 6 | FLY HIGH                | 05:52 | 大会のオープニングで使用                                                    |
| 7 | 水夢 <Acoustic Version> | 04:42 | 水夢をウクレレ&アコースティックギター・デュオ、フラリーパッドで演奏したもの |

## 水泳の日
- 8月14日
  - 1953年以来、国民の泳力と健康増進を目的に8月14日を「国民皆泳の日」としていた。
  - 「国民皆泳の日」関連行事は中断したが、「水泳の日」として改めて制定しなおし、日本水泳連盟の「スポーツによる社会貢献」活動として、「命を守ることができるスポーツ」である水泳のさらなる普及・発展、そして競技力向上、競技人口の裾野を広げるきっかけとなるとともに、海洋国家の日本において、国民全員が泳げ、水難事故を少なくしていくことを目標にしている。
  - （公財）日本水泳連盟、（一社）日本スイミングクラブ協会、（一社）日本マスターズ水泳協会、（一社）日本パラ水泳連盟、開催地都道府県水泳連盟（協会）が協力して、国民全員で水泳を楽しむイベント「水泳の日」を開催する。
  - 都道府県レベルで「水泳の日」イベントを開催する都道府県連盟（協会）もある。
  - 8月14日はお盆時期と重なるため「水泳の日」イベントは前後にズラして開催される。
  - 2020年（一社）日本記念日協会に「水泳の日」の記念日登録を申請し「8月14日は水泳の日」と認められた。